# اش (فولکانایفل)
اش (فولکانایفل) (به آلمانی: Esch) یک شهر در آلمان است که در فولکانایفل واقع شده‌است. اش ۵۳۶ نفر جمعیت دارد.